# Тавранкуль (село)
Тавранкуль — село в Красноармейском районе Челябинской области России. Входит в состав Бродокалмакского сельского поселения.

## География
Село находится на северо-востоке Челябинской области, в лесостепной зоне, на восточном берегу озера Тавранкуль, на расстоянии 23 километров (по прямой) к северо-востоку от села Миасского, административного центра района. Абсолютная высота 192 метра над уровнем моря.

## Население
| 2002 | 2010 |
| ---- | ---- |
| 343  | ↘272 |

Гендерный состав
По данным Всероссийской переписи населения 2010 года в гендерной структуре населения мужчины составляли 53,3 %, женщины — 46,7 %.
Национальный состав
Согласно результатам переписи 2002 года, в национальной структуре населения русские составляли 91 %.

## Улицы
Уличная сеть села состоит из четырёх улиц.